# Diospyros hasseltii
Diospyros hasseltii là một loài thực vật có hoa trong họ Thị. Loài này được Zoll. mô tả khoa học đầu tiên năm 1857.